# Кардимово
Кардимово (рус. Кардымово) насељено је место са административним статусом варошице (рус. посёлок городского типа) на западу европског дела Руске Федерације. Насеље је смештено у централном делу Кардимовског рејона, у средишту Смоленске области.
Према процени из 2014. у вароши је живело 4.490 становника.

## Географија
Варошица Кардимово налази се у централном делу Кардимовског рејона, на старом железничком путу који је повезивао Москву са Смоленском, на око 28 км североисточчно од административног центра области, града Смоленска. Варошица лежи на десној обали реке Хмост, десне притоке Дњепра.

## Историја
На месту данашње вароши 1781. постојало је село под именом Каменка чији један део је срушен приликом градње смоленске железнице (1833—1850). На попису насељених места Смоленске губерније из 1859. на месту данашње вароши и даље је постојало село Каменка у којем је у то време постојало 8 домаћинстава у којима је живело тек 75 становника. Отварање пруге у септембру 1870. позитивно се одразило и на привредни раст насеља, а новооснована железничка станица добила је име по насељу кроз које је пролазила. Почетком прошлог века основана је још једна железничка станица која је добила име Курдимово (рус. Курдымово).
Све до 1924. насеље је било у саставу Духовшчинског округа, да би потом постало рејонским центром (1929–1930, 1935–1963). Кардимовски рејон у данашњим границама коначно је успостављен 1977. са Кардимовом као његовим рејонским центром.
Током Смоленске битке у Другом светском рату, на подручју Кардимова и његове околине одвијале су се бројне борбене операције између нацистичких и совјетских трупа. Насеље је коначно ослобођено од фашиста 23. септембра 1943. године.
Године 1979. насеље добија административни статус варошице градског типа (рус. посёлок городского типа).

## Демографија
Према подацима са пописа становништва 2010. у варошици је живело 5.145 становника, док је према проценама за 2014. насеље имало 4.490 становника.
| 1979. | 1989. | 2002. | 2010. | 2014. |
| ----- | ----- | ----- | ----- | ----- |
| ---   | ---   | ---   | 5.145 | 4.490 |